# Campodorus agilis
Campodorus agilis là một loài tò vò trong họ Ichneumonidae.